# Anthurium carnosum
Anthurium carnosum är en kallaväxtart som beskrevs av Thomas Bernard Croat och R.A.Baker. Anthurium carnosum ingår i släktet Anthurium och familjen kallaväxter. Inga underarter finns listade.